# Curoca
Curoca, também grafada como Kuroca, é um município da província do Cunene, em Angola, com sede na cidade de Oncócua.
A sede é a vila de Oncócua. Tem 7 998 km² e cerca de 56 mil habitantes. É limitado a Norte pelos municípios de Gambos e Cahama, a Este pelo município de Ombadja, a Sul pela República da Namíbia, e a Oeste pelos municípios de Tômbua e Virei.
O município é constituído pela comuna-sede, correspondente à cidade de Oncócua, e pela comuna de Chitado.

## Etimologia
A palavra "Kuroka", como refere o Padre Carlos Estermann, "é um vocábulo que define mais a geografia do que a etnia. Provém da palavra bantu Ovakuloka um subgrupo social que habitam ao redor do rio Curoca. Dentre estes grupos temos: Os Vátua, Himba, Hakavona, Ndimba, Ciavikwa( Tyavikwa), Ngambwe e Humbe.
O Padre Carlos Estermann refere que os habitantes do Vale do Curoca têm sido objecto de observação e estudo desde longa data. O primeiro cronista dos povos do rio Curoca foi Duarte Pacheco Pereira que, no livro Esmeraldo de Situ Orbis descreve as populações entre a "Mangua das Areas" (Porto Alexandre), actual Tômbua e a "Angra das Aldeias" (Baía do Namibe), actual Moçâmedes

## História
Os primeiros povos que habitaram o território do Curoca são os povos Vátwa ou pré-bantu que subdividem-se em Cuissis e Cuepes. Povos provenientes da África Central (CORRÊA 1943:423).